# Văn kiện đầu hàng của Nhật Bản
Văn kiện đầu hàng của Nhật Bản là thoả thuận đầu hàng chính thức của Đế quốc Nhật Bản, đánh dấu sự kết thúc của Chiến tranh thế giới thứ hai. Văn kiện này được ký bởi các đại diện đến từ Đế quốc Nhật Bản, Hoa Kỳ, Trung Hoa Dân Quốc (1912-1949), Vương quốc Liên hiệp Anh và Bắc Ireland, Liên Xô, Úc, Canada, Chính phủ lâm thời Cộng hòa Pháp, Vương quốc Hà Lan và New Zealand. Lễ ký kết được thực hiện trên boong tàu USS Missouri trong Vịnh Tokyo vào ngày 2 tháng 9 năm 1945.

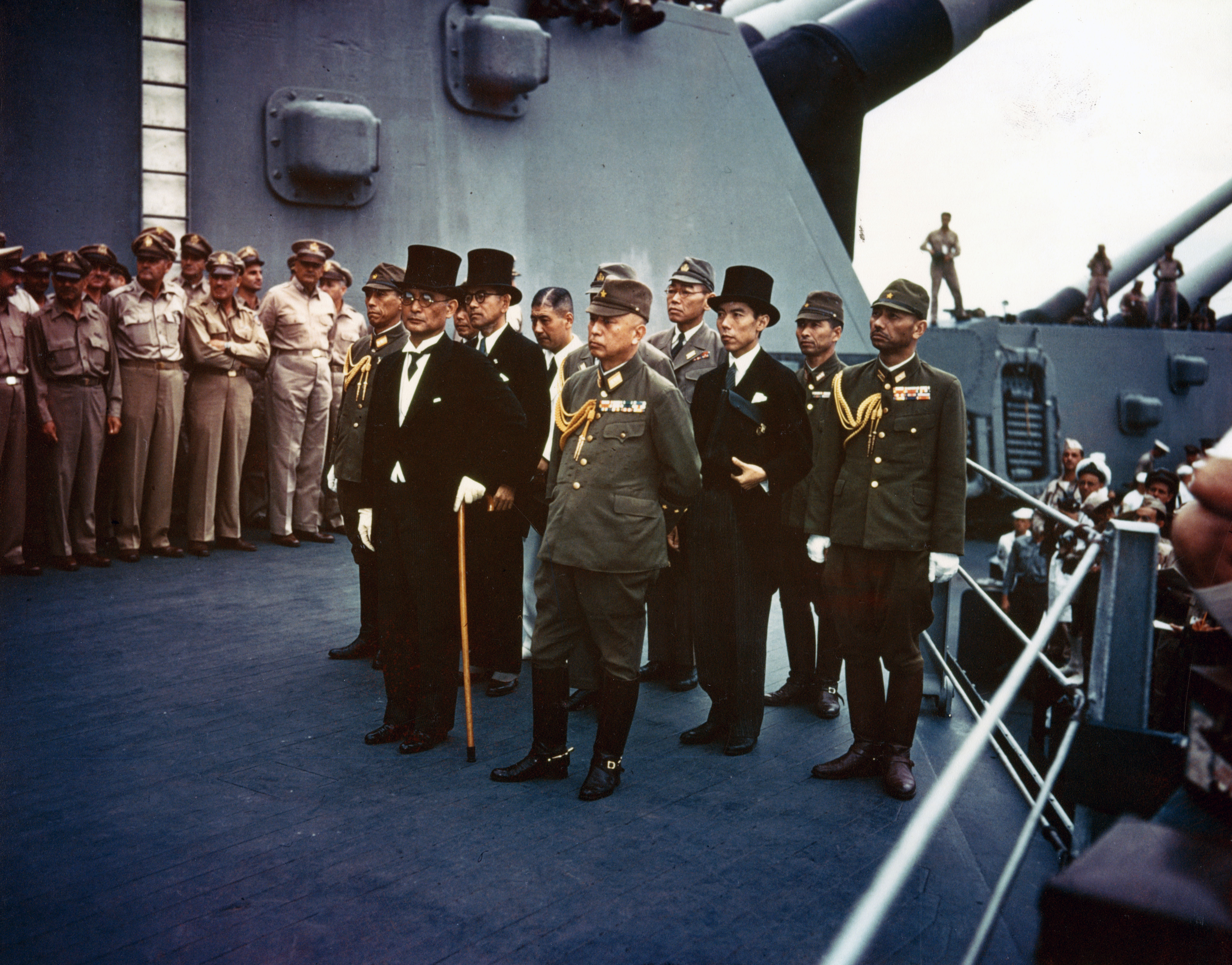
Đại diện của Nhật Bản đứng trên tàu USS Missouri (BB-63) trước khi ký văn kiện đầu hàng

Ngày này đôi khi được nhắc đến như là ngày Chiến thắng Nhật Bản, mặc dù nó thường xuyên được dùng để ám chỉ đến ngày Thiên hoàng Hirohito tuyên bố Huấn lệnh Đầu hàng của Hoàng đế, bản tuyên bố chấp thuận các điều khoản của Tuyên bố Potsdam được sóng phát thanh truyền đi trên toàn đế quốc vào trưa ngày 15 tháng Tám theo Giờ Tiêu chuẩn Nhật Bản.

## Nghi thức đầu hàng
Buổi lễ được diễn ra trên boong tàu Missouri kéo dài 23 phút và được phát đi toàn thế giới. Người ký vào văn kiện đầu tiên là Bộ trưởng Ngoại giao Nhật Bản Shigemitsu Mamoru, "Theo mệnh lệnh và nhân danh Hoàng đế và Chính phủ Nhật Bản" (9:04 sáng). Tướng Umezu Yoshijirō, Tổng Tham mưu trưởng Quân đội là người tiếp theo ký vào văn kiện, "Theo mệnh lệnh và nhân danh Bộ Tổng Tham mưu Quân đội Hoàng gia Nhật Bản" (9:06 sáng).
Lúc 9:08 phút, Thống tướng Hoa Kỳ Douglas MacArthur, Tư lệnh Tối cao Tổng lực lượng Đồng Minh trong Vùng Tây Nam Thái Bình Dương, nhân danh lực lượng Đồng Minh chấp nhận sự đầu hàng và ký vào văn kiện với vai trò là Tổng tư lệnh Tối cao.
Sau MacArthur, lần lượt các đại diện sau ký vào văn kiện đầu hàng thay mặt cho các bên:
- Đô đốc Chester W. Nimitz đại diện cho Hoa Kỳ (9:12 sáng),
- Tướng Xu Yongchang đại diện cho Trung Quốc (9:13 sáng),
- Đô đốc Bruce Fraster, đại diện cho Vương quốc Anh (9:14 sáng),
- Trung tướng Kuzma Derevyanko đại diện cho Liên Xô (9:16 sáng),
- Tướng Thomas Blamey, đại diện cho Úc (9:17 sáng),
- Đại tá Lawrence Moore Cosgrave, đại diện cho Canada (9:18 sáng),
- Tướng Philippe Leclerc de Hauteclocque, đại diện cho Pháp (9:20 sáng),
- Đô đốc Conrad Emil Lambett Helfrich, đại diện cho Hà Lan (9:21 sáng),
- Phó Nguyên soái Leonard Monk Isitt, đại diện cho New Zealand (9:22 sáng).

Ngày 6 tháng Chín, Đại tá Bernard Theilen mang văn kiện và một bản tuyên bố hoàng đế tới Washington, D.C. và trình những giấy tờ trên cho Tổng thống Harry S. Truman trong một buổi lễ chính thức tại Nhà Trắng trong ngày hôm sau. Tài liệu sau đó được trưng bày tại Cơ quan Lưu trữ Quốc gia.

## Bút viết
Là những nhân chứng, tướng Mỹ Jonathan M. Wainright, người đã đầu hàng Philippines, và trung tướng Anh Arthur Percival, người đã đầu hàng Singapore đã nhận được 2 trong số 6 chiếc bút đã được dùng để ký văn kiện. Một chiếc khác đã thuộc về Học viện Quân sự West Point Hoa Kỳ, và 1 chiếc khác thuộc về sĩ quan phụ tá MacArthur. Tất cả những chiếc bút được sử dụng bởi MacArthur đều có màu đen, trừ chiếc cuối cùng có màu đỏ mận sau này thuộc về vợ ông. Một bản copy của chiếc bút và văn kiện đầu hàng được chứa trong 1 chiếc hòm trên tàu Missouri để đánh dấu nơi ký kết văn kiện quan trọng này.